# Terremoto di El Salvador del 2001
Per terremoto di El Salvador si intendono i due sismi che colpirono il paese il 13 gennaio e il 13 febbraio 2001 che causarono oltre 1.200 morti e più di 8.500 feriti.

## Terremoto del 13 gennaio

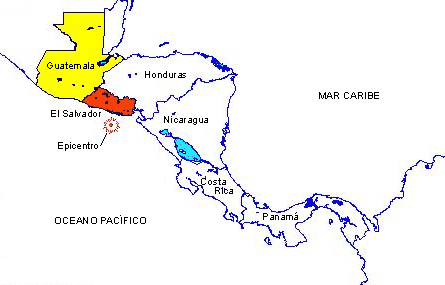
Epicentro del 13 gennaio

La prima scossa devastante avvenne il 13 gennaio alle ore 17:33 (UTC), ed ebbe una magnitudo di 7,7 gradi sulla scala Richter. L'epicentro fu a 100 km a Sud-Ovest di San Miguel, ad una profondità di 60 km. Il violentissimo sisma provocò 944 vittime e 5.565 feriti solo in El Salvador, con la distruzione di oltre 100.000 edifici. Circa 585 morti furono provocati da enormi frane nelle zone di Santa Tecla e Comasagua. Le strade furono danneggiate da più di 16.000 smottamenti, mentre danni e feriti si verificarono in tutto l'El Salvador, soprattutto nei dipartimenti di La Libertad e Usulután. Altre 8 vittime furono registrate in Guatemala. Il terremoto fu avvertito in una vastissima area, che va da Città del Messico alla Colombia. Il 15 gennaio una scossa di assestamento di magnitudo 5.7 fece tremare la zona; a partire dal 2 febbraio furono registrate oltre 2.500 scosse di assestamento, causando terrore tra la popolazione e ulteriori danni. L'emergenza fu anche sotto l'aspetto umanitario, infatti divennero precari i servizi igienici e l'acqua potabile con il rischio del diffondersi di malattie.

## Terremoto del 13 febbraio
Ad un mese esatto dalla devastante scossa di 7.7 un altro fortissimo terremoto colpì l'El Salvador. Alle ore 14:22 (UTC) del 13 febbraio una scossa di magnitudo 6.6 avvenne a 30 km ad Est della capitale San Salvador ad una profondità di soli 10 km, provocando 315 morti e 3.399 feriti. Quasi 45.000 le abitazioni andate distrutte ed altre 16.000 gravemente danneggiate. I danni più gravi si verificarono nelle zone di San Juan Tepezontes, San Vicente e Cojutepeque, mentre frane si verificarono in molte zone del paese. Il sisma fu avvertito in tutto l'El Salvador, ma anche nei vicini Guatemala e Honduras.

## Territorio dove avvennero i sismi
I due sismi che colpirono El Salvador avvennero in una zona storicamente sismica, nella Placca caraibica, zona di Subduzione sovrapposta alla Placca di Cocos e situate al confine con quelle nordamericana, sudamericana e di Nazca.

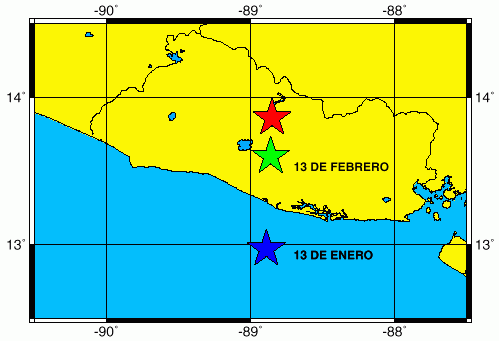
Epicentri dei due terremoti

| Controllo di autorità | LCCN (EN) sh2010014408 · J9U (EN, HE) 987007572636305171 |